# Finlands svenska författareförening
Finlands svenska författareförening är en organisation för de finlandssvenska författarna, grundad 1919. 
Ursprungligen var den snarast ett sällskap för social samvaro med tonvikt på skribenter i Helsingfors med omnejd. Redan från början betonades också den nordiska inriktningen, inte minst täta kontakter med kollegerna i Sverige. Allmänt gick man in för att förbättra författarnas ekonomiska och juridiska villkor. På 1960-talet utvecklades Finlands svenska författareförening till en mera renodlad fackorganisation där upphovsrättsfrågor och problematiken kring yttrandefrihet dominerar. De internationella kontakterna är omfattande. Ur sina egna fonder utdelar föreningen betydande stipendiebelopp varje år. Från 1921 till 2001 ägde föreningen Diktarhemmet i Borgå, som är en hedersbostad för särskilt förtjänta finlandssvenska författare. I donation av författaren Ulla Bjerne (egentligen Biaudet) och stadsläkare Léon Biaudet fick man 1969 Villa Biaudet i Lovisa, som sedan dess tjänstgör som stipendiebostad. Finlands svenska författareförening har cirka 200 medlemmar (2009).